# Уютный (Ростовская область)
Ую́тный — хутор в Пролетарском районе Ростовской области.
Административный центр Уютненского сельского поселения.

## История
В 1962 году указом Президиума Верховного Совета РСФСР хутор Сталинский Путь переименован в Уютный.

## Население
| 2010  | 2012  | 2013  | 2014  | 2015  | 2016  | 2017  |
| ----- | ----- | ----- | ----- | ----- | ----- | ----- |
| 1418  | ↘1371 | ↘1362 | →1362 | ↘1347 | ↘1340 | ↘1338 |
| 2018  | 2019  | 2020  | 2021  |       |       |       |
| ↘1336 | ↘1321 | ↘1310 | ↘1309 |       |       |       |

## Улицы
| - пер. Артезианский, - пер. Западный, - пер. Клубный, - ул. Коммунальная, | - ул. Ленина, - пер. Магистральный, - пер. Молодёжный, - ул. Первомайская, | - ул. Первых Коммунаров, - ул. Советская, - ул. Фрунзе, - ул. Южная. |